# 馬里亞尼夫卡 (多馬尼夫卡區)
47°46′20″N 30°52′52″E / 47.77222°N 30.88111°E
馬里亞尼夫卡（烏克蘭語：Маринівка），是烏克蘭南部的村莊，隸屬尼古拉耶夫州的沃茲涅先斯克區。該村面積4.19平方公里，海拔高度57米，2001年人口2,450，人口密度每平方公里584.7人。